# Анкудинов, Иван Андреевич
Ива́н Андре́евич Анкуди́нов (14 сентября 1906, Мордовские Липяги, Самарская губерния, Российская империя — 30 ноября 1944, Требишов, Чехословакия) — участник Великой Отечественной войны, Герой Советского Союза.

## Биография
Родился в деревне Мордовские Липяги (ныне урочище на окраине города Новокуйбышевск) в мордовской крестьянской семье. В 1927 году окончил профтехшколу. Работал бригадиром транспортной бригады.
С 1928 года в Красной Армии, проходил службу в войсках ОГПУ. В 1930 году вступил в ВКП(б).
В 1933 году окончил пограничное училище в Ленинграде. Служил на различных участках государственной границы в должностях помощника начальника и начальника погранзаставы, помощника начальника штаба и начальника штаба погранкомендатуры.
После начала Великой Отечественной войны на фронте. Принимал участие в боях на Западном, Центральном, 1-м и 4-м Украинском фронтах. Служил начальником штаба и заместителем командира стрелкового полка.
Командовал 1157-м ордена Богдана Хмельницкого стрелковым полком (351-я Шепетовская Краснознаменная, орденов Суворова и Богдана Хмельницкого стрелковая дивизия).
Полк Анкудинова отличился в боях осенью 1944 года. За время с 26 октября по 30 ноября полк участвовал в освобождении городов Мукачево, Ужгород, форсировал водные преграды, штурмом взял населённые пункты Стретава, Палин. Было уничтожено и взято в плен большое количество солдат и офицеров противника.
30 ноября 1944 года в бою на подступах к городу Требишов Иван Анкундинов погиб.
Похоронен в Ужгороде на холме Славы.

## Награды
- Герой Советского Союза (24.03.1945, посмертно) — за образцовое выполнение боевых заданий командования на фронте борьбы с немецко-фашистскими захватчиками и проявленные при этом мужество и героизм
- Орден Ленина (24.03.1945)
- Орден Красного Знамени
- Орден Суворова III степени
- Орден Отечественной войны I степени
- 3 Ордена Красной Звезды
- Медали

## Память
- Именем Анкудинова названа одна из улиц Ужгорода
- Пограничной заставе «Глушкевичи» 21-го пограничного отряда органов пограничной службы в Гомельской области Белоруссии присвоено имя И. А. Анкудинова[2]
- На пограничной заставе «Глушкевичи» открыли памятную доску в честь Героя Советского Союза Ивана Анкудинова[3]